# Бутнару, Лео
Лео Бутнару (рум. Leo Butnaru; род. 5 января 1949, село Негурень (Negureni), ныне Теленештский район Республики Молдова) — румынский поэт, прозаик, эссеист, переводчик.
В 2019 году некоторые СМИ сообщали, что Лео Бутнару был представлен на соискание Нобелевской премии в области литературы.

## Биография
Лео Бутнару родился в 1949 году в селе Негурень Молдавской ССР. Дебютировал в печати в 1967 году в газете «Tinerimea Moldovei» («Молодёжь Молдавии»). В 1972 году окончил Кишинёвский университет по специальности «филология и журналистика», работал редактором в «Tinerimea Moldovei», затем заведовал отделом в еженедельнике «Literatura și arta»; был главным редактором журнала «Молдова». В 1976 году вышла первая книга стихов Бутнару «Крыло на свету» (рум. Aripă în lumină}. В январе 1977 года стал членом Союза Писателей СССР. В этом же году, по указанию «сверху», был освобождён из редакции газеты «Тинеримя Молдовей» за эссе о классике румынской литературы Михаиле Когэлничану, которое шло вразрез с официальной государственной политикой. В 1990—1993 гг. занимал пост вице-президента Союза писателей Молдовы. С 1993 г. член Союза писателей Румынии, удостоен нескольких премий этой организации. Председатель Кишиневского Филиала Союза Писателей Румынии, член Консилиума Союза Писателей Румынии.
По мнению переводившего поэзию Бутнару на русский язык Кирилла Ковальджи (в предисловии к книге «Песчинка — жемчужина — пустыня»),

Лео Бутнару! Он во всем литературном всеоружии вошел в новый век и намерен в нем уверенно развернуться. Его имя достойно звучит по крайней мере в трёх столицах — Кишинёве, Бухаресте, Москве… Его поэтика весьма современна, она вся в актуальном формате — казалось бы должна быть похожей на искания ровесников и собратьев. Ан нет! Лео Бутнару — резко индивидуален. В его стихах органично и счастливо соединяются казалось бы несоединимые качества — метафорическое мышление, эмоционально-образное восприятие мира с хлёсткой иронией, порой даже сарказмом. То взлёт вдохновения, то укол остроумия. Лео Бутнару и классик, и авангардист. А проще говоря — кругом талантлив. Он любит не только себя в литературе, но и саму литературу — самоотверженно и безраздельно.

Издал около восьмидесяти собственных книг, в том числе в Бухаресте, Мадриде, Москве, Париже, Русе (Болгария), Казани (Татарстан), Белграде и Нише (Сербия), Киеве, Баку, в Германии, Польше. Помимо собственных произведений, Лео Бутнару опубликовал множество переводных работ. Им составлены и переведены антологии «Русский авангард» (в 2 томах), «Русский авангард. Драматургия», «Манифесты русского авангарда», «Panorama poeziei avangardei ruse» («Панорама поэзии русского авангарда»), «Panorama miniaturii poetice ruse» (sec. XVIII—XXI) («Панорама русской поэтической миниатюры (XVIII-ХХI в» в 2-х томах, а также «Украинский авангард». В переводах Бутнару опубликованы произведения Ивана Бунина, Ивана Тургенева, Велимира Хлебникова, Владимира Маяковского, Алексея Кручёных, Марины Цветаевой, Анны Ахматовой, Анатолия Мариенгофа, Леонида Добычина, Осипа Мандельштама, Нины Хабиас, Яна Сатуновского, Геннадия Айги, Евгения Степанова, Веры Павловой, Александра Вепрева и многих других русских авторов, а также Рене Шара, Федерико Гарсиа Лорка, Ивана Голль, Александры Пизарник, Леонса Бриедиса. Его произведения были переведены почти на тридцать языков мира. Отдельные его книги вышли в России, Франции, Германии, Болгарии, Сербии, Польше, Италии, Украине, Азербайджане, Татарстане.

## Награды и премии
- Орден Почёта (31 августа 2015 года, Молдавия) — за заслуги в области литературы, вклад в продвижение национальных культурных ценностей и высокое профессиональное мастерство[2].
- Орден «Трудовая слава» (31 августа 2010 года, Молдавия) — за заслуги в развитии литературы, плодотворную публицистическую деятельность и вклад в продвижение национальных ценностей[3].
- Кавалер ордена «За заслуги перед культурой»[рум.] в категории A «Литература» (2010, Румыния)[4]
- Награждён орденами Молдовы и Румынии.
- Неоднократно, премии Союза Писателей Молдовы (поэзия, проза, эссе, перевод).
- Международная отметина имени отца русского футуризма Давида Бурлюка[5]
- 1998 — Премия Союза Писателей Румынии (Поэзия) за книгу «Гладиатор судеб»;
- 2002 — Национальная Премия Республики Молдова за книгу «Сетования Семирамиды» (Правительство Молдавии)[6];
- 2008 — Премия Консилиума и Директората Союза Писателей Румынии «Opera Omnia»;
- 2013 — Премия «Константин Стере» Министерства Культуры Республики Молдова;
- 2015 — Премия Союза Писателей Румынии (Перевод) за «Panorama poeziei avangardei ruse»;
- 2016 — Главный Приз и Лавровый Венок на Турнире румынских Поэтов в Томисе (Нептун — Мангалия);
- 2013; 2018 — Премия журнала «Дети Ра» (Москва).